# Cartoon Network (Ameryka Łacińska)

Logo Cartoon Network (Ameryka Łacińska)

Cartoon Network (Ameryka Łacińska) – kanał telewizyjny dla dzieci dostępny w Ameryce Łacińskiej po hiszpańsku i w Brazylii po portugalsku, zadebiutował 30 kwietnia 1993 roku. Kanał ten nadaje klasyczne kreskówki z wytwórni Hanna-Barbera i Warner Bros. oraz produkcje własne Cartoon Network. Jego siostrzane kanały to Boomerang i Tooncast, dostępny wyłącznie w Ameryce Łacińskiej i Brazylii.

## Seriale animowane
- Angelo rządzi
- Atomówki
- Bakugan: Młodzi wojownicy
- Batman: Odważni i bezwzględni
- Batman przyszłości
- Ben 10
- Ben 10: Obca potęga
- Ben 10: Ultimate Alien
- Bliźniaki Cramp
- Bobobo-bo Bo-bobo
- Całkiem nowe przygody Toma i Jerry’ego
- Chojrak – tchórzliwy pies
- Chop Socky Chooks: Kung Fu Kurczaki
- Chowder
- Co gryzie Jimmy’ego?
- Co nowego u Scooby’ego?
- Co za kreskówka!
- Demashita! Powerpuff Girls Z
- Detektyw Conan
- Dom dla Zmyślonych Przyjaciół pani Foster
- Doraemon
- Ed, Edd i Eddy
- Generator Rex
- George prosto z drzewa
- Geronimo Stilton
- Gormiti
- Gruby pies Mendoza
- Gwiezdne wojny: Wojny klonów
- Gwiezdne wojny: Wojny klonów
- Harcerz Lazlo
- Hero 108
- Hi Hi Puffy AmiYumi
- Jam Łasica
- Johnny Bravo
- Johnny Test
- Kaczor Dodgers
- Keroro gunsō
- Klasa 3000
- Kosmiczna rodzinka
- Krowa i Kurczak
- Kudłaty i Scooby Doo na tropie
- Laboratorium Dextera
- Liga Sprawiedliwych
- Liga Sprawiedliwych bez granic
- The Looney Tunes Show
- Mandarine and Cow
- Martin Tajemniczy
- Megas XLR
- Mike, Lu i Og
- Młodzi Tytani
- Mój partner z sali gimnastycznej jest małpą
- Mroczne przygody Billy’ego i Mandy
- Mucha Lucha
- Niesamowity świat Gumballa
- Niezwykłe przypadki Flapjacka
- Odlotowe agentki
- Owca w Wielkim Mieście
- Ozzy i Drix
- Podwójne życie Jagody Lee
- Pokémon
- Robotboy
- Pora na przygodę!
- Samuraj Jack
- Scooby Doo i Brygada Detektywów
- Shin-chan
- Storm Hawks
- Strażnicy czasu
- Superszpiedzy
- Tajemniczy Sobotowie
- Titeuf
- Transformers Animated
- Tytan Symbionik
- Wayside
- Wiewiórek
- X-Men: Ewolucja
- Xiaolin – pojedynek mistrzów
- Zło w potrawce
- Zwyczajny serial